# Verbandsliga Hamburg 1996/97
De Verbandsliga Hamburg 1996/97 was het 52ste voetbalkampioenschap van de Verbandsliga Hamburg, de hoogste amateurcompetitie van Hamburg. De competitie fungeerde als vijfde klasse onder de Oberliga Nord.
Vorwärts-Wacker Billstedt werd kampioen en promoveerde naar de Oberliga. ASV Bergedorf 85 nam deel aan de promotie-eindronde en kon ook promotie afdwingen. 

## Eindstand
| Plaats | Club                            | Wed. | W  | G  | V  | Saldo | Ptn. |
| ------ | ------------------------------- | ---- | -- | -- | -- | ----- | ---- |
| 1.     | SC Vorwärts-Wacker 04 Billstedt | 30   | 22 | 5  | 3  | 68:27 | 71   |
| 2.     | ASV Bergedorf 85                | 30   | 21 | 6  | 3  | 74:23 | 69   |
| 3.     | Blau-Weiß Schenefeld            | 30   | 19 | 5  | 6  | 73:41 | 62   |
| 4.     | Glashütter SV                   | 30   | 14 | 11 | 5  | 51:37 | 53   |
| 5.     | SV Blankenese                   | 30   | 15 | 5  | 10 | 72:60 | 50   |
| 6.     | Meiendorfer SV                  | 30   | 12 | 11 | 7  | 57:57 | 47   |
| 7.     | Bramfelder SV                   | 30   | 13 | 6  | 11 | 44:40 | 45   |
| 8.     | SC Langenhorn                   | 30   | 12 | 7  | 11 | 40:41 | 43   |
| 9.     | Germania Schnelsen              | 30   | 10 | 9  | 11 | 65:54 | 39   |
| 10.    | Wedeler TSV                     | 30   | 10 | 7  | 13 | 48:53 | 37   |
| 11.    | SC Victoria Hamburg             | 30   | 9  | 8  | 13 | 36:39 | 35   |
| 12.    | SV Börnsen                      | 30   | 8  | 8  | 14 | 48:67 | 32   |
| 13.    | VfL Lohbrügge                   | 30   | 7  | 8  | 15 | 32:50 | 29   |
| 14.    | SV Ochsenwerder-Moorfleet       | 30   | 6  | 4  | 20 | 31:61 | 22   |
| 15.    | SV Grün-Weiß Eimsbüttel         | 30   | 5  | 6  | 19 | 36:63 | 21   |
| 16.    | Elmshorner MTV                  | 30   | 2  | 4  | 24 | 21:83 | 10   |

|  | Promotie naar Oberliga Nord 1997/98 |
|  | Deelname promotie-eindronde         |
|  | Degradatie                          |